# Tianjin Nuzi Paiqiu Dui 2014-2015
Questa voce raccoglie le informazioni riguardanti il Tianjin Nuzi Paiqiu Dui nelle competizioni ufficiali della stagione 2014-2015.

## Organigramma societario
Area tecnica
- Allenatore: Wang Baoquan

## Rosa
| N° | Nome            | Ruolo | Data di nascita   | Nazionalità sportiva |
| -- | --------------- | ----- | ----------------- | -------------------- |
| 1  | Song Jiliang    | S     | 1º agosto 1994    | Cina                 |
| 2  | Yang Linlin     | S     | 18 maggio 1996    | Cina                 |
| 3  | Sun Yan         | S     | 9 ottobre 1992    | Cina                 |
| 4  | Wang Jiamin     | C     | 11 febbraio 1995  | Cina                 |
| 5  | Yu Junwei       | S/O   | 4 luglio 1994     | Cina                 |
| 6  | Wang Ning       | C     | 14 maggio 1994    | Cina                 |
| 7  | Yin Na          | S     | 3 febbraio 1988   | Cina                 |
| 8  | Wei Qiuyue      | P     | 26 settembre 1988 | Cina                 |
| 9  | Wang Qian       | L     | 14 marzo 1989     | Cina                 |
| 10 | Liu Liwen       | L     | 2 agosto 1994     | Cina                 |
| 12 | Zhang Xiaoting  | C     | 21 gennaio 1989   | Cina                 |
| 14 | Chen Liyi       | S     | 27 aprile 1989    | Cina                 |
| 15 | Liu Ya          | S/O   | 29 aprile 1990    | Cina                 |
| 16 | Yao Di          | P     | 15 agosto 1992    | Cina                 |
| 18 | Li Ying         | S/O   | 29 novembre 1988  | Cina                 |
| 19 | Zhang Xiaoyu    | S     | 1991              | Cina                 |
| 19 | Ivana Nešović   | S/O   | 23 luglio 1988    | Serbia               |
| 20 | Wang Rui        | C     | 7 febbraio 1992   | Cina                 |
| 20 | Brižitka Molnar | S     | 28 luglio 1985    | Serbia               |

## Mercato
| Acquisti | Acquisti        | Acquisti            | Acquisti   |
| R.       | Nome            | da                  | Modalità   |
| -------- | --------------- | ------------------- | ---------- |
| S        | Song Jiliang    | ?                   | definitivo |
| S        | Zhang Xiaoyu    | ?                   | ?          |
| C        | Wang Rui        | ?                   | ?          |
| S/O      | Ivana Nešović   | Železničar Lajkovac | definitivo |
| S        | Brižitka Molnar | Atom Trefl Sopot    | definitivo |

| Cessioni | Cessioni      | Cessioni | Cessioni   |
| R.       | Nome          | a        | Modalità   |
| -------- | ------------- | -------- | ---------- |
| P        | Chen Xintong  | Beijing  | definitivo |
| C        | Wang Yuanyuan | ?        | ?          |
| S        | Zhang Xiaoyu  | ?        | ?          |
| C        | Wang Rui      | ?        | ?          |

## Risultati

### Volleyball League A

#### Regular season

##### Prima fase
| 1ª giornata - 8 novembre 2014 Dagang Stadium, Tientsin               | Tianjin  | 2 - 3 | Henan    | 25-16, 19-25, 23-25, 27-25, 11-15 |
| 2ª giornata - 11 novembre 2014 Dagang Stadium, Tientsin              | Tianjin  | 1 - 3 | Bayi     | 15-25, 25-11, 15-25, 18-25        |
| 3ª giornata - 15 novembre 2014 Nationality College Gymnasium, Dalian | Liaoning | 3 - 0 | Tianjin  | 25-18, 25-22, 25-12               |
| 4ª giornata - 18 novembre 2014 Ziyang Stadium, Ziyang                | Sichuan  | 0 - 3 | Tianjin  | 24-26, 21-25, 13-25               |
| 5ª giornata - 22 novembre 2014 Tianjin Sports Center, Tientsin       | Tianjin  | 3 - 1 | Beijing  | 16-25, 25-22, 25-22, 28-26        |
| 6ª giornata - 25 novembre 2014 Luohe City Stadium, Luohe             | Henan    | 1 - 3 | Tianjin  | 25-23, 17-25, 8-25, 23-25         |
| 7ª giornata - 29 novembre 2014 Yuanping Gymnasium, Shenzhen          | Bayi     | 3 - 0 | Tianjin  | 25-20, 25-20, 25-23               |
| 8ª giornata - 2 dicembre 2014 Tianjin Sports Center, Tientsin        | Tianjin  | 3 - 1 | Liaoning | 23-25, 28-26, 25-19, 25-23        |
| 9ª giornata - 6 dicembre 2014 Glory Stadium, Pechino                 | Beijing  | 3 - 1 | Tianjin  | 23-25, 25-20, 25-23, 25-19        |
| 10ª giornata - 9 dicembre 2014 Tianjin Sports Center, Tientsin       | Tianjin  | 3 - 0 | Sichuan  | 25-7, 25-19, 26-24                |

##### Seconda fase
| 11ª giornata - 13 dicembre 2014 Changzhou University Gymnasium, Changzhou | Jiangsu  | 3 - 2 | Tianjin  | 25-22, 17-25, 23-25, 25-18, 15-11 |
| 12ª giornata - 16 dicembre 2014 Fujian Olympic Sports Center, Fuzhou      | Fujian   | 3 - 0 | Tianjin  | 25-23, 25-23, 25-18               |
| 13ª giornata - 20 dicembre 2014 Tianjin Sports Center, Tientsin           | Tianjin  | 3 - 2 | Jiangsu  | 17-25, 25-20, 25-19, 21-25, 15-11 |
| 14ª giornata - 23 dicembre 2015 Tianjin Sports Center, Tientsin           | Tianjin  | 0 - 3 | Fujian   | 22-25, 21-25, 21-25               |
| 15ª giornata - 27 dicembre 2015 Luwan Gymnasium, Shanghai                 | Shanghai | 3 - 0 | Tianjin  | 25-18, 25-19, 25-19               |
| 16ª giornata - 30 dicembre 2015 Jiashan County Coliseum, Jiaxing          | Zhejiang | 1 - 3 | Tianjin  | 21-25, 25-21, 23-25, 24-26        |
| 17ª giornata - 3 gennaio 2015 Tianjin Sports Center, Tientsin             | Tianjin  | 2 - 3 | Shanghai | 20-25, 25-20, 25-18, 21-25, 17-19 |
| 18ª giornata - 6 gennaio 2015 Tianjin Sports Center, Tientsin             | Tianjin  | 0 - 3 | Zhejiang | 16-25, 18-25, 15-25               |

## Statistiche

### Statistiche di squadra
| Competizione        | Punti | In casa | In casa | In casa | In trasferta | In trasferta | In trasferta | Totale | Totale | Totale |
| Competizione        | Punti | G       | V       | P       | G            | V            | P            | G      | V      | P      |
| ------------------- | ----- | ------- | ------- | ------- | ------------ | ------------ | ------------ | ------ | ------ | ------ |
| Volleyball League A | 13    | 9       | 4       | 5       | 9            | 3            | 6            | 18     | 7      | 11     |
| Totale              | -     | 9       | 4       | 5       | 9            | 3            | 6            | 18     | 7      | 11     |

G = partite giocate; V = partite vinte; P = partite perse

### Statistiche dei giocatori
| Giocatore  | Volleyball League A | Volleyball League A | Volleyball League A | Volleyball League A | Volleyball League A | Totale | Totale | Totale | Totale | Totale |
| Giocatore  | P                   | PT                  | AV                  | MV                  | BV                  | P      | PT     | AV     | MV     | BV     |
| ---------- | ------------------- | ------------------- | ------------------- | ------------------- | ------------------- | ------ | ------ | ------ | ------ | ------ |
| Chen L.    | ?                   | 321                 | 269                 | 27                  | 25                  | ?      | 321    | 269    | 27     | 25     |
| Li Y.      | ?                   | ?                   | ?                   | ?                   | ?                   | ?      | ?      | ?      | ?      | ?      |
| Liu L.     | ?                   | ?                   | ?                   | ?                   | ?                   | ?      | ?      | ?      | ?      | ?      |
| Liu Y.     | ?                   | ?                   | ?                   | ?                   | ?                   | ?      | ?      | ?      | ?      | ?      |
| B. Molnar  | ?                   | ?                   | ?                   | ?                   | ?                   | ?      | ?      | ?      | ?      | ?      |
| I. Nešović | ?                   | 146                 | 113                 | 11                  | 22                  | ?      | 146    | 113    | 11     | 22     |
| Song J.    | ?                   | ?                   | ?                   | ?                   | ?                   | ?      | ?      | ?      | ?      | ?      |
| Sun Y.     | ?                   | ?                   | ?                   | ?                   | ?                   | ?      | ?      | ?      | ?      | ?      |
| Wang J.    | ?                   | ?                   | ?                   | ?                   | ?                   | ?      | ?      | ?      | ?      | ?      |
| Wang N.    | ?                   | 117                 | 78                  | 22                  | 17                  | ?      | 117    | 78     | 22     | 17     |
| Wang Q.    | ?                   | ?                   | ?                   | ?                   | ?                   | ?      | ?      | ?      | ?      | ?      |
| Wang R.    | ?                   | ?                   | ?                   | ?                   | ?                   | ?      | ?      | ?      | ?      | ?      |
| Wei Q.     | ?                   | ?                   | ?                   | ?                   | ?                   | ?      | ?      | ?      | ?      | ?      |
| Yang L.    | ?                   | ?                   | ?                   | ?                   | ?                   | ?      | ?      | ?      | ?      | ?      |
| Yao D.     | ?                   | ?                   | ?                   | ?                   | ?                   | ?      | ?      | ?      | ?      | ?      |
| Yin N.     | ?                   | 117                 | 104                 | 7                   | 6                   | ?      | 117    | 104    | 7      | 6      |
| Yu J.      | ?                   | ?                   | ?                   | ?                   | ?                   | ?      | ?      | ?      | ?      | ?      |
| Zhang XT.  | ?                   | 171                 | 124                 | 32                  | 15                  | ?      | 171    | 124    | 32     | 15     |
| Zhang XY.  | ?                   | ?                   | ?                   | ?                   | ?                   | ?      | ?      | ?      | ?      | ?      |

P = presenze; PT = punti totali; AV = attacchi vincenti; MV = muri vincenti; BV = battute vincenti